# Lachnopus dilatatus
Espèce
Lachnopus dilatatus est une espèce fossile d'insectes coléoptères de la famille des Curculionidae.

## Classification
L'espèce Lachnopus dilatatus est décrite par le paléontologue français Nicolas Théobald (1903-1981) en 1937,. L'holotype R589 + 92 (empreinte et contre-empreinte) est un fossile, de l'ère Cénozoïque, et de l'époque Rupélien ou Oligocène inférieur (33,9 à 28,4 Ma), de la collection Mieg, conservé au Muséum d'histoire naturelle de Bâle et vient de la localité de Kleinkembs en Bade-Wurtemberg.

### Nomen dubium: 2015
En , l'espèce Lachnopus dilatatus est considérée comme nomen dubium de la famille des Curculionidae par A. A. Legalov,.

## Description

### Caractères
La diagnose de Nicolas Théobald en 1937, : 

« Un élytre droit ; forme ovale, assez large ; la longueur n'atteint pas tout à fait le double de la largeur ; écusson net ; épaule effacée ; bord sutural droit ; bord marginal bombé ; sommet en pointe mousse ; surface fortement bombée ; apex très déclive ; ornée de dix stries ponctuées ; stries profondes, ponctuations circulaires. Ces lignes de points sont très nettes jusqu'à la partie déclive du sommet de l'aile où leur parcours est plus ou moins effacé. ».

### Dimensions
La longueur est de 7,5 mm et la largeur est de 4 mm.

### Affinités
« Lachnopus recuperatus Scudder de Florissant (Colorado) a la même longueur mais les élytres sont moins larges. L. humatus Scudder du même gisement atteint 8,5 mm (élytres). On n'a pas décrit d'autres espèces de ce genre à l'état fossile. ».

## Biologie
« Le g. Lachnopus est très répandu dans les Indes (40 espèces). Une seule espèce existe en Floride. D'après Scudder la présence de ce genre indique un climat assez chaud. ».

## Galerie
- Quelques espèces du genre Lachnopus vivantes
- Lachnopus guerinii.

### Publication originale
- [Nicolas Théobald 1937] Nicolas Théobald, « Les insectes fossiles des terrains oligocènes de France 473 p., 17 fig., 7 cartes,13 tables, 29 planches hors texte », Bulletin Mensuel de la Société des Sciences de Nancy et Mémoires de la Société des sciences de Nancy, Imprimerie G. Thomas,‎ 1937, p. 1-473 (ISSN 1155-1119 et 2263-6439, OCLC 786027547). .